# 古斯塔夫·林德
古斯塔夫·林德（瑞典語：Gustaf Lindh，1926年5月21日—2015年9月3日），瑞典男子冬季五项运动员。他曾代表瑞典参加1948年冬季奥林匹克运动会冬季五项比赛，获得一枚金牌。